# Calle Harinas
La calle Harinas es una vía pública de la ciudad española de Sevilla.

## Descripción
La vía discurre desde la calle Jimios hasta la plaza de la Puerta del Arenal. Aparece descrita en la Noticia histórica del origen de los nombres de las calles de esta ciudad de Sevilla (1839) de Félix González de León con las siguientes palabras:

Calle Harinas. Está en el cuartel A. y en la parroquia del Sagrario. Yo ignoro el origen de su nombre, aunque puede congeturarse que en ella se venderian las harinas; nada tiene de particular, es angosta, principia en la de Jimios, y concluye en la puerta del Arenal.
(González de León, 1839, p. 329)